# Radkov (district de Tábor)
Pour les articles homonymes, voir Radkov.
Radkov (en allemand : Radkow) est une commune du district de Tábor, dans la région de Bohême-du-Sud, en Tchéquie. Sa population s'élevait à 165 habitants en 2020.

## Géographie
Radkov se trouve à 8 km au nord-ouest de Tábor, à 56 km au nord-nord-est de České Budějovice et à 70 km au sud-sud-est de Prague.
La commune est limitée par Borotín au nord, par Chotoviny et Radimovice u Tábora à l'est, par Nasavrky, Svrabov et Balkova Lhota au sud, et par Jistebnice à l'ouest.

## Histoire
La première mention écrite du village date de 1419.